# 奧斯特里夫 (羅基特涅區)
49°40′28″N 30°23′11″E / 49.67444°N 30.38639°E
奧斯特里夫（烏克蘭語：Острів）是位於烏克蘭北部的村莊，由基辅州白采爾克瓦區的羅基特內市鎮負責管轄。該村處於羅斯河畔，始建於1630年，面積40平方公里，海拔高度139米，2024年人口1,537。